# Funktionsgarne
Funktionsgarne sind neuere Garntypen mit Eigenschaften, die besonders zur Herstellung von Funktionstextilien oder Textilien mit besonderen Leistungsparametern geeignet bzw. optimal angepasst sind. Sie werden oft für speziell definierte Anforderungen und Einsatzsituationen konstruiert.
Beispiele für die Anforderungen sind: guter Feuchtigkeitstransport, Feuchtigkeits- bzw. Schweißabsorption, elektrische Leitfähigkeit, Schmutzabweisung, Thermoregulation, Wärmedämmung, UV-Absorption, Infrarot-Remission, Sensorik, bakterizide Wirkung, Aufnahme von (Gift-)Gasen, biomedizinische Funktionen. Wichtig bei der Entwicklung bzw. dem Einsatz von Funktionsgarnen ist zudem, auch das Gesamt-Bekleidungssystem in die Betrachtung mit ein zu beziehen. Nur dadurch lässt sich ein bekleidungstechnisches Optimum bzw. der gewünschte Tragekomfort, erreichen. Ein gutes Beispiel hierfür bietet das Zwiebelschalenprinzip im Outdoorbereich. Zum Einsatz können sowohl klassische Fasern wie z. B. Polyamid, Wolle, Polypropylen, Polyester, Viskose als auch Hochleistungsfasern wie z. B. Aramide oder sogar Stahlfasern kommen. Die Abgrenzung zu den technischen Garnen ist nicht klar definiert und fließend.